# Augustus Edwin Mulready

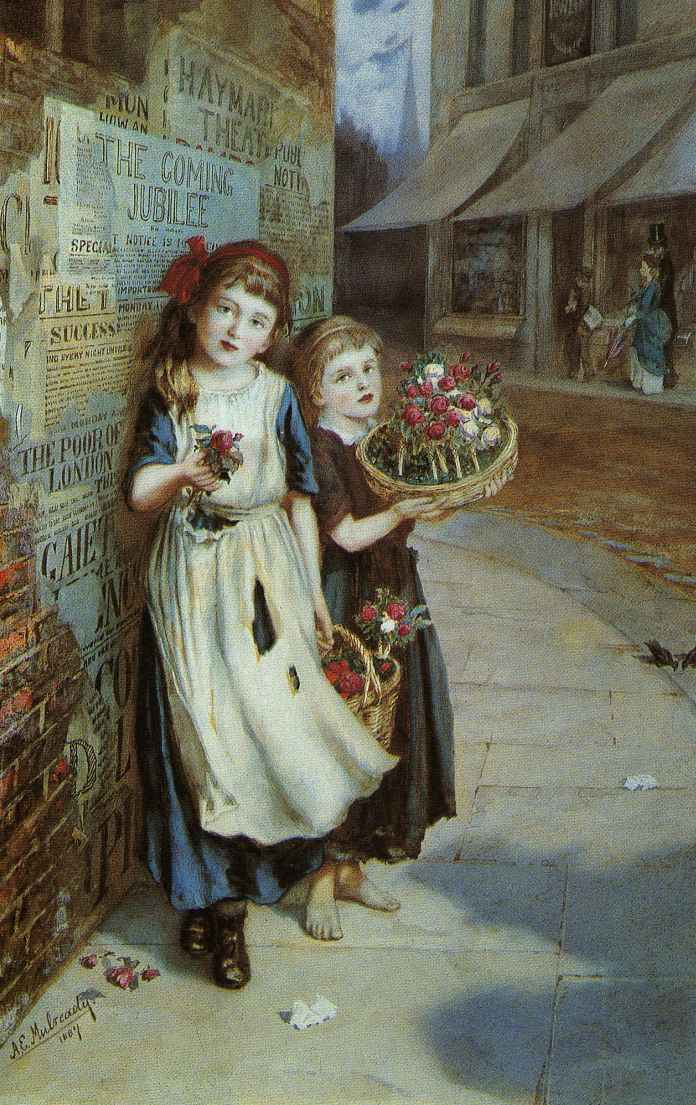
Little Flower Sellers, 1887, Wolverhampton Art Gallery

Augustus Edwin Mulready (Londen, 23 februari 1844 – aldaar, 15 maart 1904) was een Engels kunstschilder. 

## Leven en werk
Hij werd geboren in de wijk Kensal Green en stamde uit een kunstenaarsfamilie. Zijn grootouders waren de landschap- en genreschilder William Mulready en diens vrouw Elizabeth, die eveneens portretschilder was. William was een leerling en Elizabeth een zus van de portret- en landschapschilder John Varley. Van hun vier zoons waren er drie actief als kunstenaar, William Junior, Michael en Paul Augustus Mulready. Deze laatste was portretschilder en restaurateur en de vader van Augustus Edwin.
A.E. Mulready studeerde aan de South Kensington School en vanaf 1861 aan de Royal Academy School in Londen, op aanbeveling van de schilder John Callcott Horsley, die hem onder zijn hoede nam. In 1863 won hij aan de Royal Academy of Arts een zilveren medaille. Hij zou daar in latere jaren ook exposeren.
Rond 1870 sloot hij zich aan bij de 'Cranbrook Colony'. Dit was een gezelschap bevriende schilders met als leden o.a. Thomas Webster, Frederick Daniel Hardy en diens broer George Hardy, Horsley en George Bernard O'Neill. Zij werkten en woonden (soms tijdelijk) in Cranbrook in het graafschap Kent. De leden van de groep hielden zich voornamelijk bezig met het uitbeelden van geromantiseerde landschappen en taferelen uit het boerenleven en lieten zich daarbij inspireren door de 17e-eeuwse Hollandse en Vlaamse meesters. Mulready verbleef in die omgeving tussen 1871 en 1874, waarna hij terugkeerde naar Londen.
Hoewel er enkele landschapschilderingen van hem bekend zijn, ontleende Mulready zijn bekendheid vooral aan zijn afbeeldingen van Londense scènes met arme straatkinderen en bloemenverkoopsters. Zijn werk is in die zin verwant met dat van andere sociaal-activisten als Charles Dickens.
Zijn faam werd lange tijd overschaduwd door die van zijn beroemde grootvader. Hij werkte overigens in diens stijl, en die van zijn vader.
Over Mulready's privéleven is weinig bekend. Hij trouwde in 1874 met een zekere Maria of Marie. Het echtpaar kreeg twee kinderen, een zoon Claude Augustus (1875) en een dochter Eleanor Julia (1877).
Hij overleed in St. Pancras, Londen, op 61-jarige leeftijd.